# Killing Cars
Pour plus de détails, voir Fiche technique et Distribution.
Killing Cars est un thriller ouest-allemand réalisé par Michael Verhoeven et sorti en 1986.

## Synopsis
L'ingénieur Ralph Korda a mis au point un prototype d'automobile révolutionnaire. Ce solitaire peu sociable se heurte toutefois à toutes sortes d'oppositions lors de la réalisation de son projet. Bien que le véhicule soit déjà prêt pour la production en série, le président du conseil d'administration du groupe BAG bloque la production de cette voiture écologique, indépendante de la combustion d'essence. Des représentants de l'industrie pétrolière usent également de leur influence pour empêcher l'introduction du véhicule sur le marché. D'autres entreprises s'intéressent de près à la technologie développée par Korda, mais elles ont leurs propres motivations. Korda se bat pour entrer en possession de son invention afin de pouvoir mettre le véhicule sur le marché, mais il refuse l'offre de plusieurs millions de dollars d'une entreprise d'armement. Pendant ce temps, un groupe de jeunes punks attaque la société automobile BAG et s'empare du prototype.

## Fiche technique
- Titre original : Killing Cars[1],[2]
- Réalisation : Michael Verhoeven
- Scénario : Michael Verhoeven
- Photographie : Jacques Steyn (de)
- Montage : Alfred Srp
- Musique : Michael Landau
- Décors : Raymond Boltz Jr.
- Production : Marc Lawrence, Douglas Stewart
- Studio de production : Ursus Productions
- Pays de production :  Allemagne de l'Ouest
- Langue originale : allemand
- Format : couleurs par Eastmancolor - 1,85:1 - Son mono - 35 mm
- Genre : thriller
- Durée : 104 minutes
- Dates de sortie :
  - Allemagne de l'Ouest : 13 février 1986
  - France : 1990

## Distribution
- Jürgen Prochnow : Ralph Korda
- Senta Berger : Marie Landauer
- Agnès Soral : Violette Blum
- Daniel Gélin : Kellermann
- Stefan Meinke : Niki
- Peter Matić : Dr. Hein
- Bernhard Wicki : Von der Mühle
- Osman Ragheb : Cheikh Al-Atassi
- William Conrad : Mr. Mahoney
- Axel Scholtz : Peter
- Marina Larsen : Dina
- Klaus Mikoleit : Tiedtke, détective d'usine
- Wolf Gaudlitz : Maus, détective d'usine
- Oliver Rohrbeck : Stich
- Dieter Kursawe : Mischunke
- Richard Süssenguth : Blanc
- Georg Tryphon : Sénateur
- Heinz Hoenig : Grutier

## Production
Killing Cars, également connu sous le titre Blitz, a été réalisé sous la houlette de Sentana Filmproduktion en collaboration avec le Hessischer Rundfunk.
Le tournage a eu lieu à Berlin-Ouest et à New York. On peut voir entre autres l'ancienne usine AEG à Berlin-Gesundbrunnen, un pan du mur de Berlin vu depuis Berlin-Kreuzberg, le pont Oberbaumbrücke qui n'a pas encore été reconstruit et la gare de Westend (désaffectée à l'époque et de nouveau en service aujourd'hui comme gare de S-Bahn sur le Ringbahn).